# (72514) 2001 DC79
(72514) 2001 DC79 – planetoida z pasa głównego asteroid okrążająca Słońce w ciągu 4,72 lat w średniej odległości 2,81 j.a. Odkryta 16 lutego 2001 roku.